# Pseudopiptadenia schumanniana
Pseudopiptadenia schumanniana är en ärtväxtart som först beskrevs av Paul Hermann Wilhelm Taubert, och fick sitt nu gällande namn av Gwilym Peter Lewis och Marli Pires Morim de Lima. Pseudopiptadenia schumanniana ingår i släktet Pseudopiptadenia och familjen ärtväxter. Inga underarter finns listade i Catalogue of Life.